# Pitavia punctata
Pitavia punctata là một loài cây gỗ đặc hữu của Chile thuộc họ Rutaceae. Đây là loài đặc hữu của Chile. Chúng hiện đang bị đe dọa vì mất môi trường sống. Nó được biết đến với tên gọi thông thường là: Pitao, Pitran. Loài này có ở Maule tới tỉnh Malleco (35 to 38°S).